# Ventall de crosta
Els ventalls de crosta són bolets del grup de les crostes de soca.
Inicialment en forma de crosta (resupinada), ben aviat s’aixequen dels marges i acaben formant ventalls, de solitaris a densament agrupats. El revers sol ser llis; menys sovint arrugat o espinós.
A diferència de la resta de crostes de soca, els ventalls de crosta disposen de prou caràcters per permetre’n una identificació macroscòpica.
La separació entre crostes de soca resupinades i els ventalls de crosta pot ser confusa, ja que hi ha molta variació en la morfologia

## Espècies
Les espècies de ventalls de crosta més corrents, ordenades per gèneres, són:

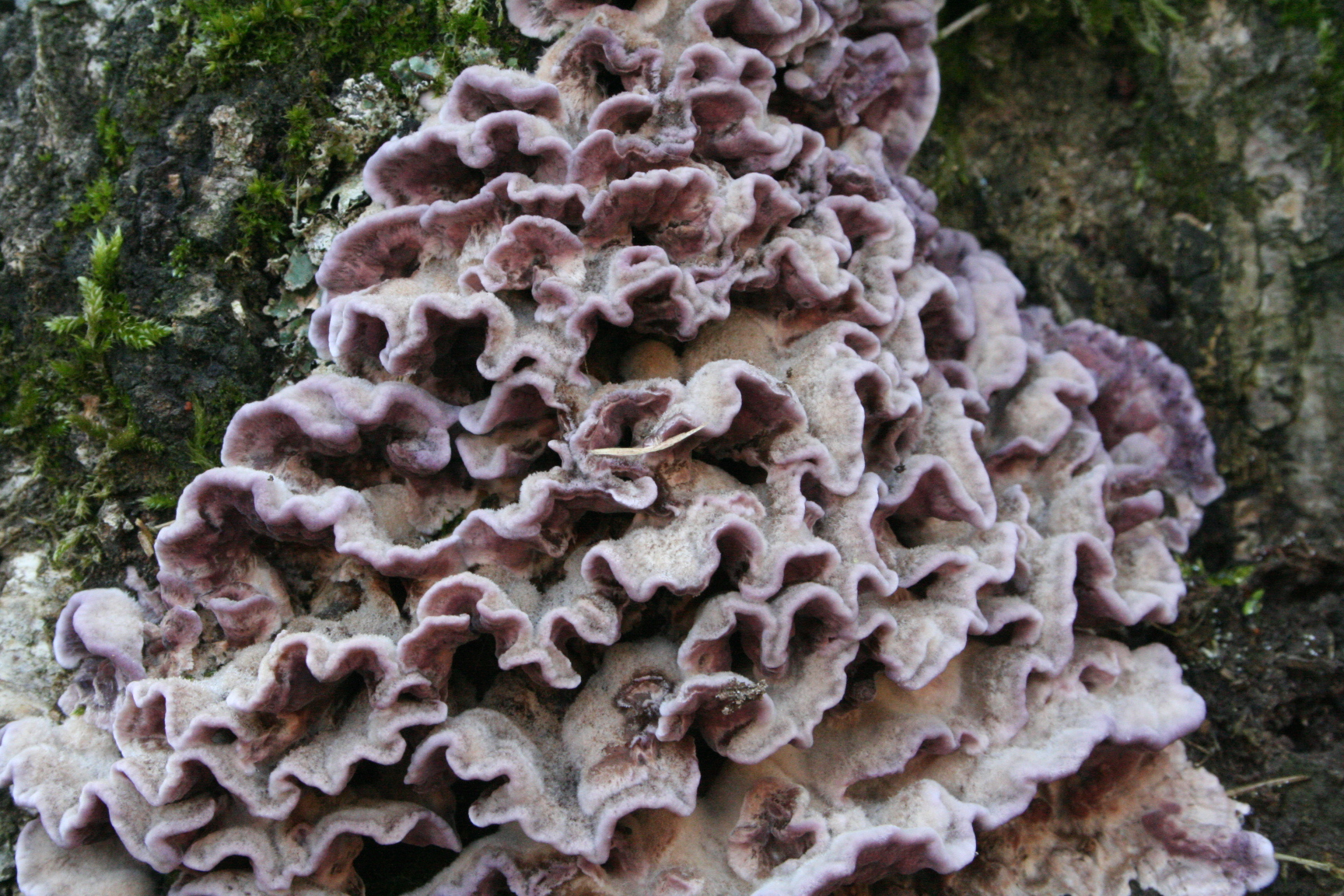
Ventall de crosta porpra (Chondrostereum purpureum)

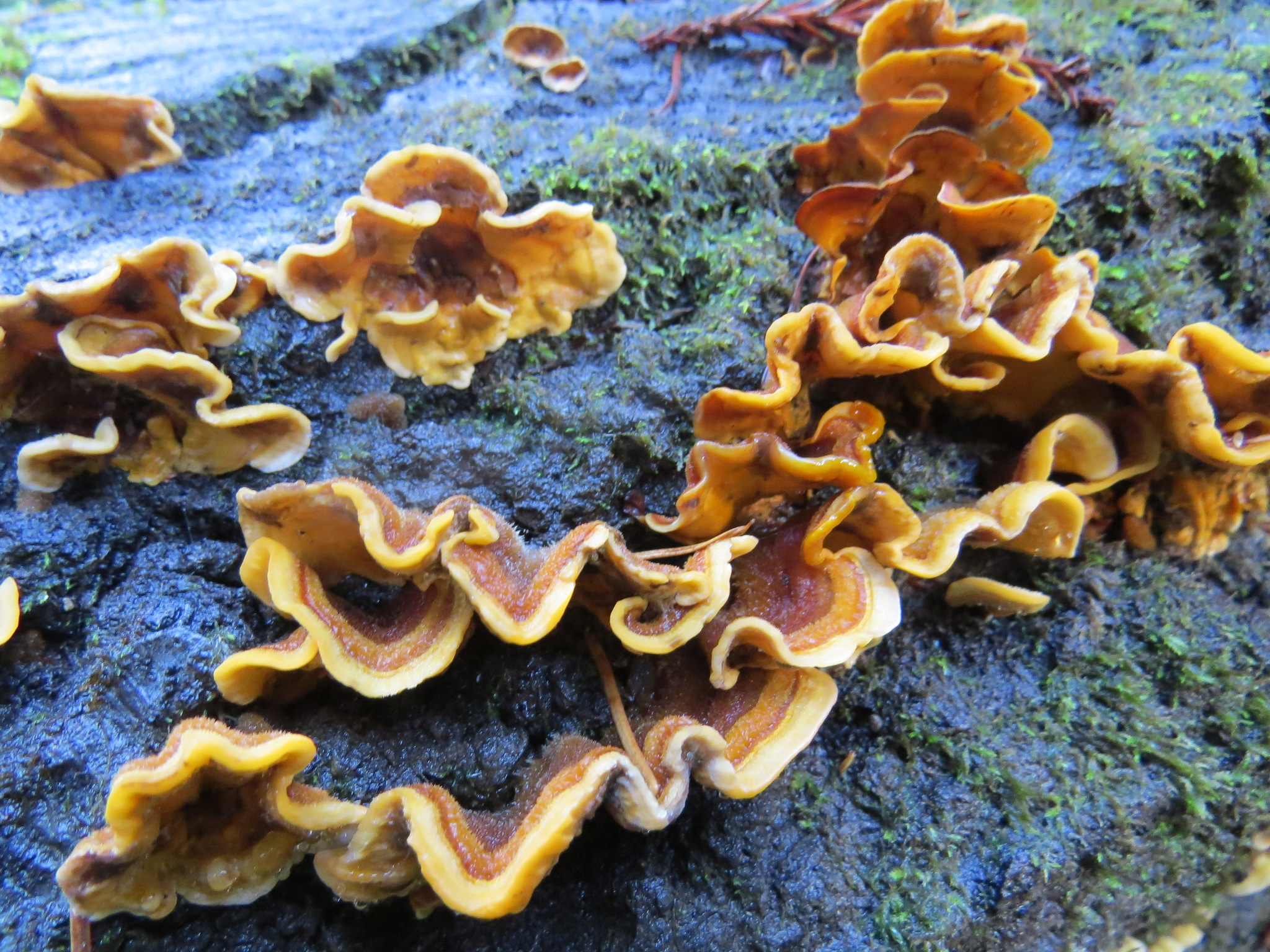
Ventall de crosta hirsut (Stereum hirsutum)

- Chondrostereum purpureum, ventall de crosta porpra
- Porostereum spadiceum, ventall de crosta bru
- Vitreoporus dichrous, ventall de crosta de dos colors
- Hymenochaete rubiginosa, ventall de crosta de roure
- Stereum insignitum, ventall de crosta de vora taronja
- Stereum subtomentosum, ventall de crosta groguenc
- Stereum hirsutum, ventall de crosta hirsut